# Пярсті (волость)
Пя́рсті (ест. Pärsti vald) — волость в Естонії, одиниця самоврядування в повіті Вільяндімаа з 19 грудня 1991 до 5 листопада 2013 року.

## Географічні дані
Площа волості — 210 км2, чисельність населення на 1 січня 2013 року становила 3600 осіб.

## Населені пункти
Адміністративний центр — село Ямеяла.
На території волості розташовувалися селище Рамсі (Ramsi alevik) та 26 сіл (küla):
Алустре (Alustre), Ванамийза (Vanamõisa), Варді (Vardi), Вяйке-Кипу (Väike-Kõpu), Геймталі (Heimtali), Кійза (Kiisa), Кійні (Kiini), Кінґу (Kingu), Коокла (Kookla), Лаанекуру (Laanekuru), Лееметі (Leemeti), Марна (Marna), Матапера (Matapera), Мустівере (Mustivere), Пінска (Pinska), Пуйату (Puiatu), Пярі (Päri), Пярсті (Pärsti), Раудна (Raudna), Рігкама (Rihkama), Савікоті (Savikoti), Сініалліку (Sinialliku), Тиррекюла (Tõrreküla), Тогврі (Tohvri), Турва (Turva), Ямеяла (Jämejala).

## Історія
19 грудня 1991 року Пярстіська сільська рада була перетворена у волость зі статусом самоврядування.
27 червня 2013 року Уряд Естонії постановою № 108 затвердив утворення нової адміністративної одиниці — волості Вільянді — шляхом об'єднання територій чотирьох волостей: Пайсту, Пярсті, Саарепееді та Війратсі. Зміни в адміністративно-територіальному устрої, відповідно до постанови, набрали чинності 5 листопада 2013 року. Волость Пярсті вилучена з «Переліку адміністративних одиниць на території Естонії».